# Likvidace lepry
Likvidace lepry (LL) je nezisková organizace zřízená Arcibiskupstvím pražským.
Je pokračovatelem činnosti, kterou po 19 let vykonávalo občanské sdružení LL-Likvidace lepry o.s., jež bylo založeno 4. března 1992 Jiřím Holým jako nevládní nezisková organizace. Likvidace lepry o.s. se tak stalo jediným sdružením, které vzniklo v České republice a které aktivně pomáhalo malomocným.
I současná LL má za primární cíl pomáhat léčit infekční choroby (lepra, tuberkulóza) ve třetím světě. Z tohoto důvodu byla navázána spolupráce s ILEP (mezinárodní organizace na pomoc malomocným), kde figurovala LL-Likvidace lepry jako přidružená organizace. Pro komunikaci s leprocentry ve třetím světě (celkem na 60 místech) byla započata spolupráce s německými firmami DAHW a Action Medeor, které působí na poli pomoci malomocným již dlouhou dobu jako dodavatelé léků.
18. května 2011 došlo v kostele sv. Ignáce v Praze k podepsání slavnostního ujednání mezi pražským arcibiskupem Mons. Dominikem Dukou a Jiřím Holým jakožto stávajícím předsedou LL-Likvidace lepry o.s. Na základě tohoto ujednání přešlo LL-Likvidace lepry o.s. pod arcibiskupství pražské a v jeho činnosti tak nyní pokračuje Likvidace lepry.
Stopa Likvidace lepry byla zanechána přibližně v 60 misijních centrech, léčících malomocenství v Africe, Asii a Jižní Americe. Tato zařízení již[kdy?] obdržela léky a materiál za více než 225 000 000 Kč.

## Činnost
Aktivity Likvidace lepry v některých zemích:
- Indie: Likvidace lepry stála u vybudování dvou nemocnic svatého Josefa ve státě West Bengál a to v oblasti Bhilai Pahari a Phulpahari (poblíž města Kalkata). V současnosti se podílí na jejich provozu a za správu nemocnic zodpovídá místní biskupství, resp. podřízené organizace. Oblast v okolí Kalkaty je spojena především s působením misionářky lásky Matky Terezy a tak i křesťané zde jsou identifikováni jako „ti od Matky Terezy“.
- Libérie: V Libérii se ve městě Ganta nachází jediná nemocnice, kam mohou přicházet pacienti s leprou a vředy buruli. V zemi stále neexistuje národní program (NP) pro léčbu lepry a TBC a lidé trpícími malomocenstvím jsou silně diskriminováni. Likvidace lepry se rozhodla přijmout za své, vedle podpory nemocnice Ganta, i zavedení NP léčby a osvětu obyvatel.
- Kolumbie, Brazílie a Bolívie: V Jižní Americe je největší výzvou program Komunitní rehabilitace (CBR), jehož cílem je práce a doprovázení již vyléčených osob, kteří se potýkají s různými formami tělesného postižení, nebo s psychickými problémy. Zároveň stále dochází k různým formám násilí na nemocných, tj. diskriminace, šikana, odepírání základních občanských práv a svobod. Likvidace lepry v Kolumbii, Brazílii a Bolívii pomáhá lidem opět žít „svůj“ život.
- Tanzanie: V Tanzanii Likvidace lepry dlouhodobě podporuje léčbu lepry a TBC v diecézní nemocnici Litembo.== Odkazy ==